# دبليو سي دبليو ثاندر
دبليو سي دبليو ثاندر (بالإنجليزية: WCW Thunder) هو برنامج تلفزيوني لمصارعة المحترفين أنتجته منظمة ورلد تشامبيونشيب ريسلينغ (دبليو سي دبليو) وقد بُث على تي بي إس من 8 يناير 1998 إلى 21 مارس 2001.
سمحت شعبية دبليو سي دبليو الكبيرة في عامي 1996 و1997 بإنشاء برنامج جديد هو دبليو سي دبليو ثاندر. كان ثاندر يُسجل في ليالي الثلاثاء ثم يُبث يوم الخميس، وهو تغيير لدبليو سي دبليو حيث كان بيشوف حريصًا جدًا على بث برنامجه الأساسي دبليو سي دبليو مونداي نايترو مباشرة كل أسبوع (على عكس منافسه برنامج دبليو دبليو إف راو إز وار، الذي كان حينها يبث مباشرة كل اسبوعين). حقوق ثاندر الآن تنتمي إلى دبليو دبليو إي.
أول 77 حلقة من دبليو سي دبليو ثاندر متاحة على شبكة دبليو دبليو إي.

## وصلات خارجية
- دبليو سي دبليو ثاندر على موقع IMDb (الإنجليزية)
- دبليو سي دبليو ثاندر على موقع ميتاكريتيك (الإنجليزية)
- دبليو سي دبليو ثاندر على موقع كينوبويسك (الروسية)
- دبليو سي دبليو ثاندر على موقع قاعدة بيانات الفيلم (الإنجليزية)

- أهمية… 06.19.09: ثاندر